# 徐机
徐机（？—351年），十六国时冉魏大臣。
徐机开始在东晋为郎中，苏峻反，顾众派遣徐机联络蔡谟。后来徐机归顺冉闵，冉魏永兴元年（350年，晋穆帝永和六年），冉闵代後赵建魏称帝，任徐机为尚书令，主理朝政。永兴二年（351年，晋穆帝永和七年），冉闵率军攻打后赵的残余势力石祗，在襄国大战。冉魏军大败，石祗杀死司空石璞、尚书令徐机、中书监卢谌等，死亡的人总共达十多万。永兴三年（352年，晋穆帝永和八年），冉魏亡於前燕。